# Stanly (Schiff)
Die  USS Stanly (D-478) war ein zur Fletcher-Klasse gehörender Zerstörer der United States Navy, der im Zweiten Weltkrieg eingesetzt wurde. Das Schiff war ursprünglich mit einem Katapult und einem Bordkran ausgerüstet, um ein Bordflugzeug vom Typ Vought Kingfisher zur Aufklärung einzusetzen. Nach seiner Außerdienststellung 1946 gehörte der Zerstörer zur Reserveflotte. 1972 wurde das Schiff zum Abbruch verkauft.

## Namensgeber
Fabius Stanly (1815–1882) war Rear Admiral der US Navy. Er diente im Amerikanisch-Mexikanischen Krieg und im Bürgerkrieg.

## Technik

### Rumpf und Antrieb
Der Rumpf der USS Stanly war 114,7 m lang und 12,1 m breit. Der Tiefgang betrug 5,4 m, die Verdrängung 2.100 ts. Der Antrieb des Schiffs erfolgte durch zwei Dampfturbinen von General Electric, der Dampf wurde in vier Kesseln von Babcock & Wilcox erzeugt. Die Wellenleistung betrug 60.000 hp (45 MW), die Höchstgeschwindigkeit lag bei 35 kn (65 km/h).

### Bordflugzeug
Die Stanly war einer von sechs Zerstörern der Fletcher-Klasse, die mit einem Mark-VI-Flugzeugkatapult und einem Bordflugzeug vom Typ Vought Kingfisher ausgerüstet werden sollten. Das Katapult und der Kran zur Aufnahme des Flugzeuges befanden sich anstelle des zweiten Torpedorohrsatzes, dem Geschütz #3 und dem zweiten Deck des Deckshauses, auf dem die meisten Fletcher ein 40-mm-Zwilling-Flugabwehrgeschütz hatten, achtern des zweiten Schornsteins. Das 40-mm-Geschütz befand sich auf dem Achterdeck kurz vor den Wasserbombenablaufschienen, wo sich sonst 20-mm-Geschütze befanden.
Die ursprüngliche Planung sah vor, dass das Bordflugzeug als Aufklärer für die Zerstörerflottille dienen sollte, zu der die USS Stanly gehörte. Der Start sollte mittels Katapult erfolgen, die Landung in Nähe des Zerstörers auf dem Wasser. Anschließend wurde das Flugzeug mit dem Kran wieder auf das Katapult gehoben. Durch den Neubau von Kreuzern und Schnellen Schlachtschiffen, die ebenfalls mit Bordflugzeugen ausgerüstet waren, sowie von Flugzeugträgern in Verbindung mit dem geänderten Einsatzprofil der Zerstörer erwies sich das Konzept als obsolet. Ein weiterer Grund lag in den durch Katapult und Flugzeug bis an die Grenzen aufgebrauchten Gewichtsreserven, die eine als notwendig erkannte Verstärkung der Flugabwehrbewaffnung nicht mehr zuließ. Kurz nach ihrer Indienststellung wurden das Katapult und der Bordkran ausgebaut und ein fünftes 5"-Geschütz nachgerüstet.

### Bewaffnung und Elektronik
Hauptbewaffnung der USS Stanly waren ihre fünf 5"-(127-mm)-Mk.30-Einzeltürme. Dazu kamen diverse Flugabwehrkanonen, die im Laufe des Krieges immer weiter verstärkt wurde.
Die USS Stanly war mit Radar ausgerüstet. Am Mast über der Brücke waren ein SG- und ein SC-Radar montiert, mit denen Flugzeuge auf Entfernungen zwischen 15 und 30 Seemeilen und Schiffe in Entfernungen zwischen 10 und 22 Seemeilen geortet werden konnten.

## Geschichte
Die USS Stanly wurde am 16. September 1941 auf der Charleston Navy Yard auf Kiel gelegt und lief am 2. Mai 1942 vom Stapel. Taufpatin war Elizabeth Stanley Boss. Am 15. Oktober 1942 wurde der Zerstörer unter dem Kommando von Lieutenant Commander James M. Robinson in Dienst gestellt. Zur Endausrüstung und zur Werfterprobung blieb die USS Stanly bis Ende Dezember 1942 in der Werft. In dieser Zeit wurden das Katapult und der Bordkran ausgebaut und das Schiff mit einem fünften 5"-Geschütz (#53) ausgerüstet. Am 30. Dezember verließ der Zerstörer Charleston und nahm Kurs auf Kuba, um Erprobungsfahrten durchzuführen.

### 1943

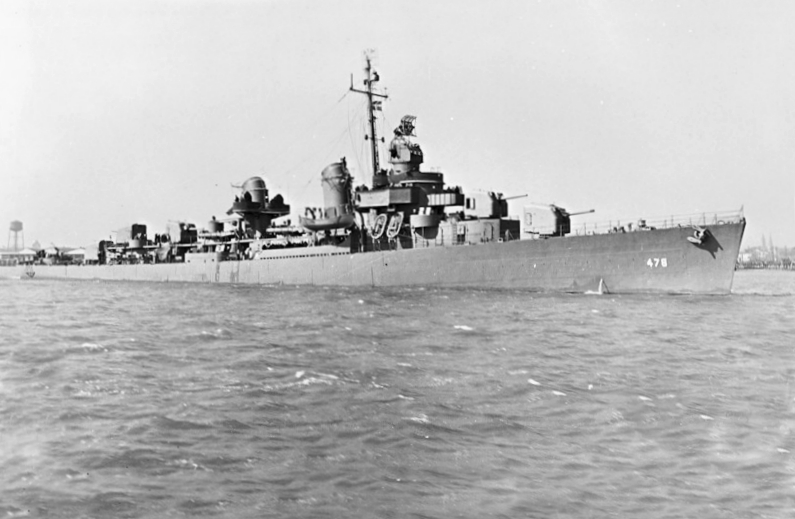
Stanly nach Umbau im Februar 1943

Am 7. Januar 1943 kehrte die Stanly nach Charleston zurück und wurde anschließend entlang der Ostküste der Vereinigten Staaten sowie in der Guantanamo Bay eingesetzt. Im März verlegte sie zusammen mit dem Leichten Kreuzer Sante Fe durch den Panamakanal, Long Beach und San Pedro nach Pearl Harbor. Nach Übungen und Geleitdiensten in den Gewässern rund um Hawaii eskortierte die Stanly im Mai einen Geleitzug nach Nouméa. Am 11. Mai wurde sie der Destroyer Division (DesDiv) 45 des Destroyer Squadron (DesRon) 23 (Little Beavers) zugeteilt. Die folgenden drei Monate operierte sie von Nouméa aus und wurde zu Geleitdiensten und zum Schutz von Schlachtschiffen und Flugzeugträgern eingesetzt. Am 24. August traf sie zusammen mit ihren Schwesterschiffen Charles Ausburne, Claxton und Dyson in den Neuen Hebriden ein. Am nächsten Tag verlegten die Zerstörer nach Guadalcanal, wo sie im Lengokanal patrouillierten. Ende August patrouillierte die Stanly im Kula-Golf zwischen Kolombangara und New Georgia. Bis Mitte September 1943 wurde sie zu Geleitdiensten eingesetzt. Am 13. September erreichte sie Nouméa, wo Reparaturen an ihren Kesseln durchgeführt wurden. Nach Austausch von Munition und Torpedos verließ sie Nouméa am 29. September und wurde im Oktober zu Eskortdiensten in den Salomonen eingesetzt.
Am 31. Oktober wurden das DesRon 23 der Task Force (TF) 39 unterstellt und beschossen im Rahmen der Landung auf Bougainville japanische Flugplätze auf Buka und Küstenbatterien auf den Shortland-Inseln. In der Nacht konnte die Stanly einen Angriff japanischer Motortorpedoboote abwehren. Während der Landung in der Kaiserin-Augusta-Bucht am Morgen des 1. November 1943 wurden vier japanische Kreuzer und sechs Zerstörer südlich von Rabaul gemeldet. Die TF 39 ging auf nördlichen Kurs, um den japanischen Verband abzufangen. Am 2. November um 2:27 Uhr wurden die japanischen Schiffe geortet. Die Schiffe der DesDiv 45 führten einen Torpedoangriff durch, dem die japanischen Einheiten ausweichen konnten. Die nächsten Ziele waren der Leichte Kreuzer Sendai sowie der Zerstörer Hatsukaze, die im Laufe des Gefechts versenkt wurden.
Im November und Dezember operierte die Stanly zwischen den Inseln der Neuen Hebriden. Am 16. November griff sie zusammen mit der Converse ein japanisches U-Boot an, das durch Artilleriebeschuss vermutlich versenkt wurde.

### 1944

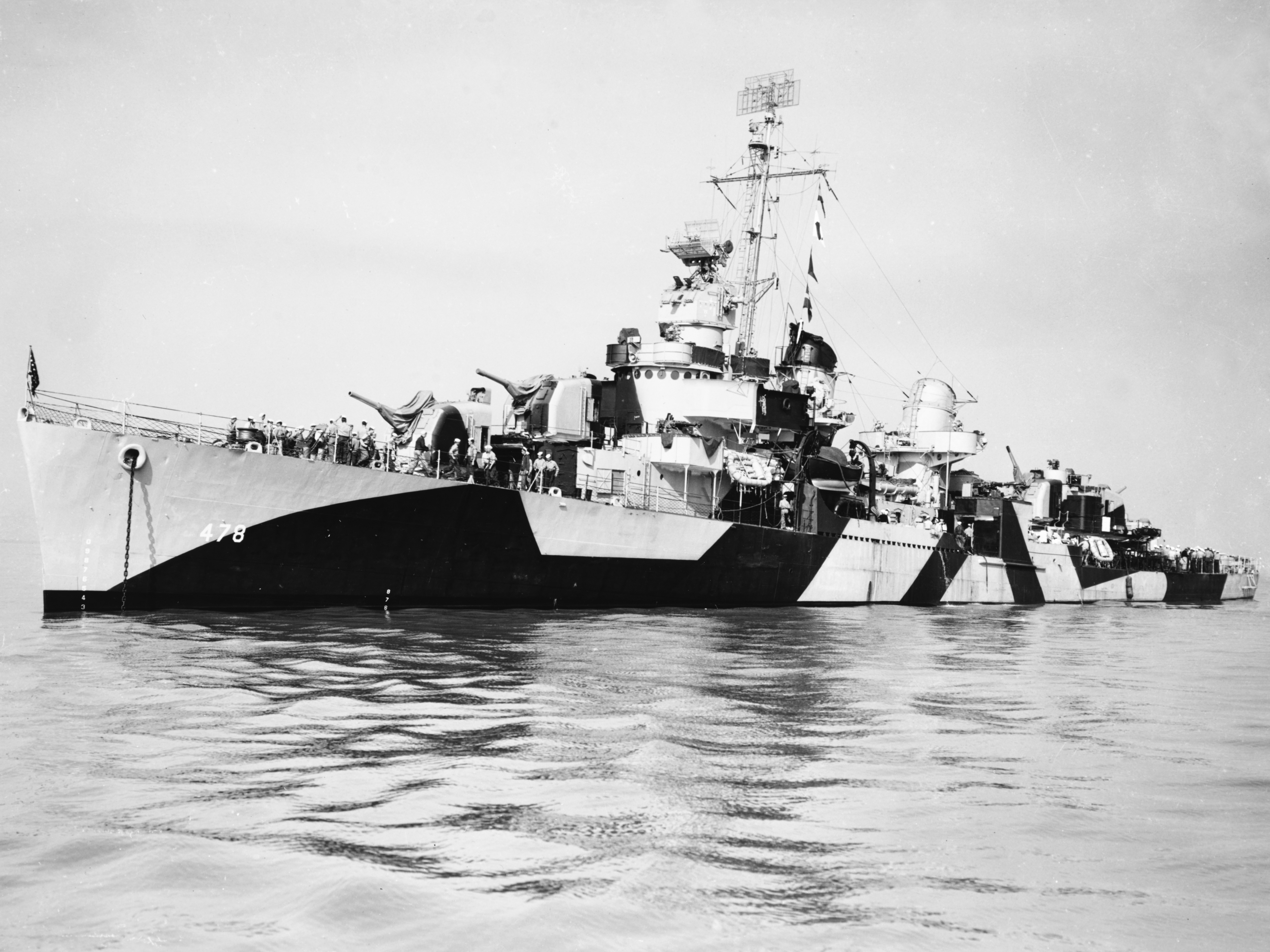
Stanly nach erneutem Umbau am 6. Oktober 1944

Bis Ende März 1944 operierte die Stanly hauptsächlich im Seegebiet der Salomonen. Als sich im Frühjahr der Kriegsschauplatz vom Südpazifik in den Zentralpazifik verlagerte, wurde sie der TF 58 unterstellt und nahm an den Angriffen auf Palau und Yap Ende März teil.
Am 11. Juni begann die TF 58 mit den Luftangriffen auf die Marianen und bombardierte Guam, Rota, Tinian und Saipan. Der Zerstörer wurde am 15. Juni der Task Group (TG) 58.4 zugewiesen, die Iwo Jima und Chichi Jima angriff. Die TF 58.4 kehrte am 18. Juni zur TF 58 zurück und nahm an der Schlacht in der Philippinensee teil. Die Stanly setzte in den folgenden Tagen ihre Artillerie ein, um die Landung und den Vormarsch der amerikanischen Truppen während der Schlacht um Saipan zu unterstützen. Am 3. Juli 1944 lief sie mit der TG 58.4 nach Eniwetok und kehrte am 18. Juli zu den Marianen zurück. Bis zum 31. Juli schützte sie die Flugzeugträger und wurde anschließend zur Überholung nach San Francisco befohlen. Am 17. August erreichte sie die Bethlehem Steel Co. Shipyard. Nach dem Abschluss der Arbeiten kehrte sie in den Westpazifik zurück und lief am 21. November im Ulithi-Atoll ein. Am 8. Dezember eskortierte der Zerstörer die Victory-Schiffe Boulder Victory und Elmira Victory nach Palau. Nach der Treibstoffübernahme nahm die Stanly Kurs auf die Philippinen und erreichte am 11. Dezember den Golf von Leyte.

### 1945
Am 4. Januar 1945 eskortierte die Stanly zusammen mit Charles Ausburne, Foote, Converse und Sterett einen Konvoi von der San Pedro Bay in den Golf von Lingayen. Bis zum 27. Januar patrouillierte sie im Transportgebiet und wurde als Radarvorposten eingesetzt. Am 31. Januar erreichte sie Leyte und lief am 4. Februar Ulithi an. Bis Mitte März operierte sie in den Gewässern vor Saipan und Iwo Jima. Nach Reparaturen nahm sie am Kurs auf Okinawa, wo sie am 31. März eintraf. Die Stanly diente erneut als Radarvorposten. Am 12. Januar befand sie sich auf einer Position nördlich der Insel, als die Cassin Young bei einem Kamikaze-Angriff beschädigt wurde. Die Stanly setzte Kurs, um dem Schwesterschiff zu helfen. Sie übernahm die Führung der Jagdflugzeuge, die sechs Aichi D3A „Vals“ abschießen konnten. Eine Yokosuka MXY-7 „Ōka“ stürzte sich auf die Stanly und traf sie auf Steuerbordseite im Vorschiff oberhalb der Wasserlinie. Der Gefechtskopf durchschlug die Backbordseite des Zerstörers und explodierte im Wasser. Einige Minuten später wurde sie von einer zweiten „Ōka“ angegriffen, die das Schiff verfehlte und nur ihre Flagge mitriss, um danach auf der Wasseroberfläche zu zerschellen. Der Zerstörer wurde in die Nähe der Transportschiffe bei Hagushi befohlen. Auf dem Weg wurde sie erneut angegriffen. Eine Mitsubishi A6M „Zeke“ versuchte, sie zu bombardieren und zu rammen. Die Bombe fiel zu kurz und das Flugzeug schoss über den Zerstörer. Während der Angriffe wurden drei Besatzungsmitglieder der Stanly verwundet. In der Nacht lief der Zerstörer in die Busted Ship Bay auf dem Stützpunkt der Kerama-Inseln, um repariert zu werden. Nach zehn Tagen kehrte das Schiff nach Okinawa zurück, um erneut als Radarvorposten zu dienen. Am 5. Mai eskortierte sie einen Konvoi nach Ulithi, wo sie erneut repariert wurde. Am 28. Mai verließ sie die Lagune, um Schießübungen durchzuführen. Dabei kam es zu einer Explosion im Geschütz #55, bei der zwei Männer getötet wurden. Sie lief zur Reparatur des beschädigten Geschützes nach Apra Harbor auf Guam. Dort lief sie am 3. Juni 1945 ein und stand dort bis zur Einstellung der Feindseligkeiten am 15. August 1945 in Bereitschaft.

### Nachkriegszeit
Die USS Stanly verließ Guam am 20. Juli und lief über Eniwetok und Pearl Harbor in die Mare Island Naval Shipyard. Dort kam sie am 30. Juli an und wurde zur Vorbereitung der Deaktivierung überholt. Am 22. September wurde sie der Pazifik-Reserveflotte zugeteilt. Die USS Stanly wurde im Oktober 1946 außer Dienst gestellt und nach Long Beach verlegt. Sie verblieb bis zum 1. Dezember 1970 in der Reserveflotte.

### Verbleib
Im Februar 1972 wurde sie zum Abbruch verkauft.

## Auszeichnungen
Für ihre Dienste im Zweiten Weltkrieg wurde die USS Stanly mit neun Battle Stars und als Teil des DesRon 23 (Little Beavers) mit einer Presidential Unit Citation ausgezeichnet.